# 크래쉬 밴디쿳: 워프드
《크래쉬 밴디쿳: 워프드》(Crash Bandicoot: Warped, 유럽 출시명: Crash Bandicoot 3: Warped)는 플레이스테이션용으로 너티 독이 개발하고 소니 인터랙티브 엔터테인먼트가 배급한 플랫폼 게임의 하나이다. 리마스터 버전에는 2017년 플레이스테이션 4용 Crash Bandicoot N. Sane Trilogy 컬렉션에 포함될 예정이다. 《크래쉬 밴디쿳》 비디오 게임 시리즈 가운데 세 번째 게임이다.

## 반응
《크래쉬 밴디쿳: 워프드》는 대체적으로 호평을 받았다.

## 참고 문헌
- Universal Staff (1998). 《Crash Bandicoot : Warped Instruction Booklet》. 소니 인터랙티브 엔터테인먼트.